# Pilchowice (województwo dolnośląskie)

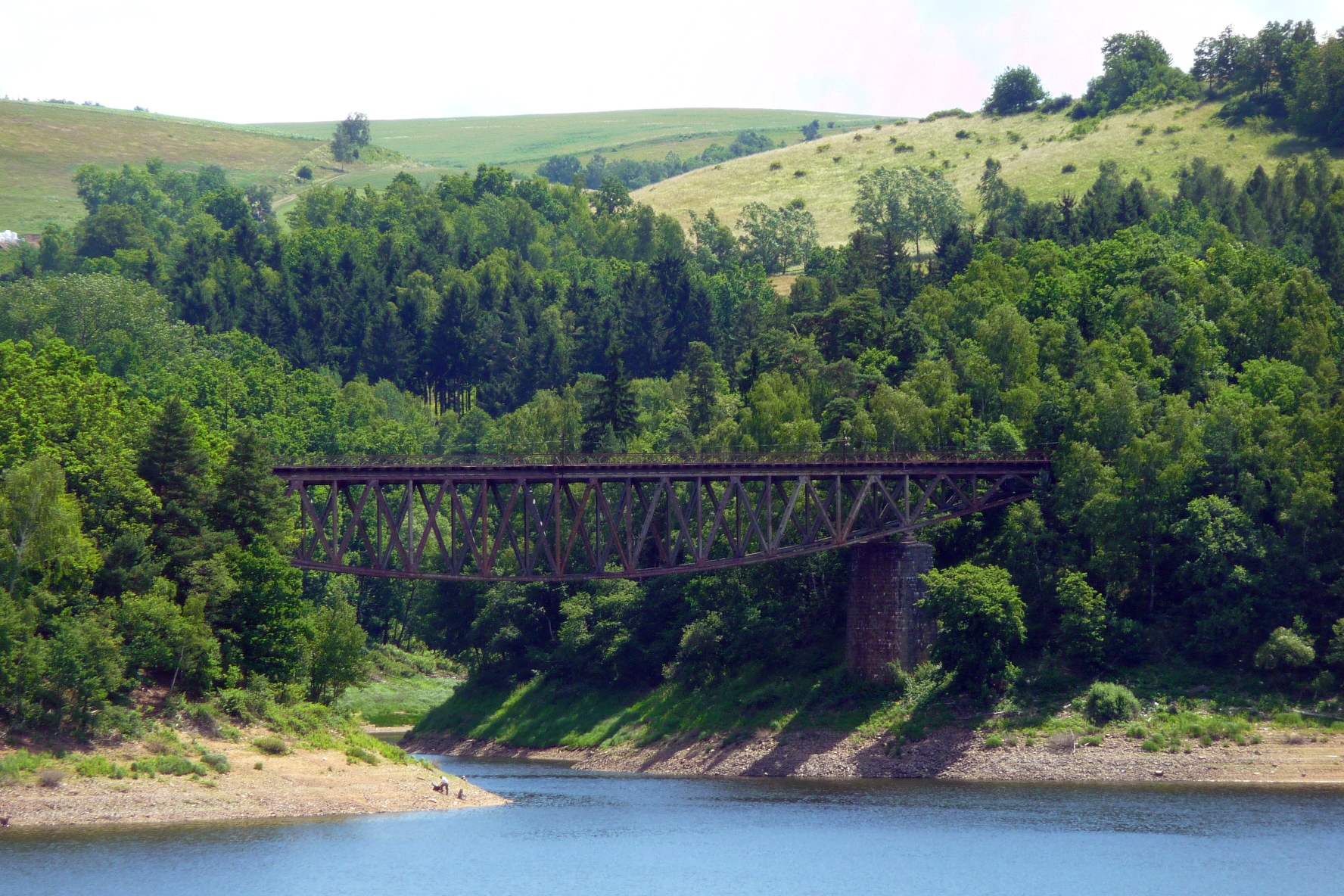
Most kolejowy nad Jeziorem Pilchowickim

Pilchowice (niem. Mauer) – wieś w Polsce położona w województwie dolnośląskim, w powiecie lwóweckim, w gminie Wleń, na pograniczu Pogórza Izerskiego i Gór Kaczawskich w Sudetach.

## Podział administracyjny
W latach 1975–1998 miejscowość położona była w województwie jeleniogórskim.

## Demografia
Pilchowice to jedno z większych sołectw gminy w dolinie Pilchowickiego Potoku (230–290 m n.p.m.). Według Narodowego Spisu Powszechnego (III 2011 r.) liczyło 615 mieszkańców. Jest także największą, pod względem liczby mieszkańców, miejscowością gminy Wleń.

## Nazwa
Pierwsza wzmianka o miejscowości w formie Pilhouic pochodzi z 1217 roku. Nazwa wsi była później notowana także w formach Magna Mura ac Parva (1349), Mouwer (1371), Mawer, Mauer (1677), Mauer + Ober~, Nieder~ (1786), Mauer, Nieder~, Ober~ (1845), Mauer (1941), Pilichowice, Pilchowice (1945). 
Wtórna nazwa niemiecka Mauer wywodzi się od staro-wysoko-niemieckiego mura w znaczeniu ‘końcówka, pozostałość’.

## Gospodarka
Na uwagę zasługuje fabryka tektury i płyt filtracyjnych oraz zapora, zbiornik wodny i hydroelektrownia. Sama miejscowość podzielona jest przez rzekę Bóbr na dwie części. Lewy brzeg to centrum wsi; tutaj znajduje się większość ważniejszych urzędów i instytucji Pilchowic: m.in. szkoła podstawowa, ośrodek zdrowia, dwa sklepy ogólnospożywcze, agencja pocztowa, biblioteka, kościół filialny i remiza OSP. Przez prawy brzeg przechodzi droga z Jeleniej Góry do Bolesławca z rozwidleniem na zaporę przez Pilchowice. Po prawej stronie rzeki jest boisko sportowe.

## Zabytki
Do wojewódzkiego rejestru zabytków wpisane są:
- zespół stacji kolejowej Pilchowice-Zapora, 1909, nr rej.: A/5884/1-3 z 2.08.2013: 
  - budynek dworca, szach., z wiatą peronową, drewn.
  - dom mieszkalny, mur.
  - budynek gospodarczy, mur.-szach.
- dom, nr 122, murowano-drewniany, z pierwszej ćwierci XIX w. nr rej.: 367/1071/J z 15.04.1991
- most kolejowy nad Jeziorem Pilchowickim, stalowy, 1905-06, nr rej.: A/6180 z 18.08.2020
- zespół elektrowni wodnej, nr rej.: A/6253/1-4 z 2.05.2023:
  - zapora
  - budynek elektrowni
  - budynek rozdzielni
  - obiekty hydrotechniczne:przelew stokowy z kaskadą, sztolnia obiegowa wraz z szybem zasuw, dolne stanowisko stopnia wodnego (uregulowane koryto rzeki)
  - most drogowy

inne zabytki:
- Dwór w Pilchowicach (niem. Schloss Mauer), dom nr 118. Nad wejściem płycina z herbami: Zedlitz, Heugel[7], Seidlitz (trzy ryby), Haugwitz (głowa byka)[8][9][10]
- kościół filialny pw. Matki Bożej Bolesnej z pierwszej połowy XIX w.
- most kolejowy nad Jeziorem Pilchowickim

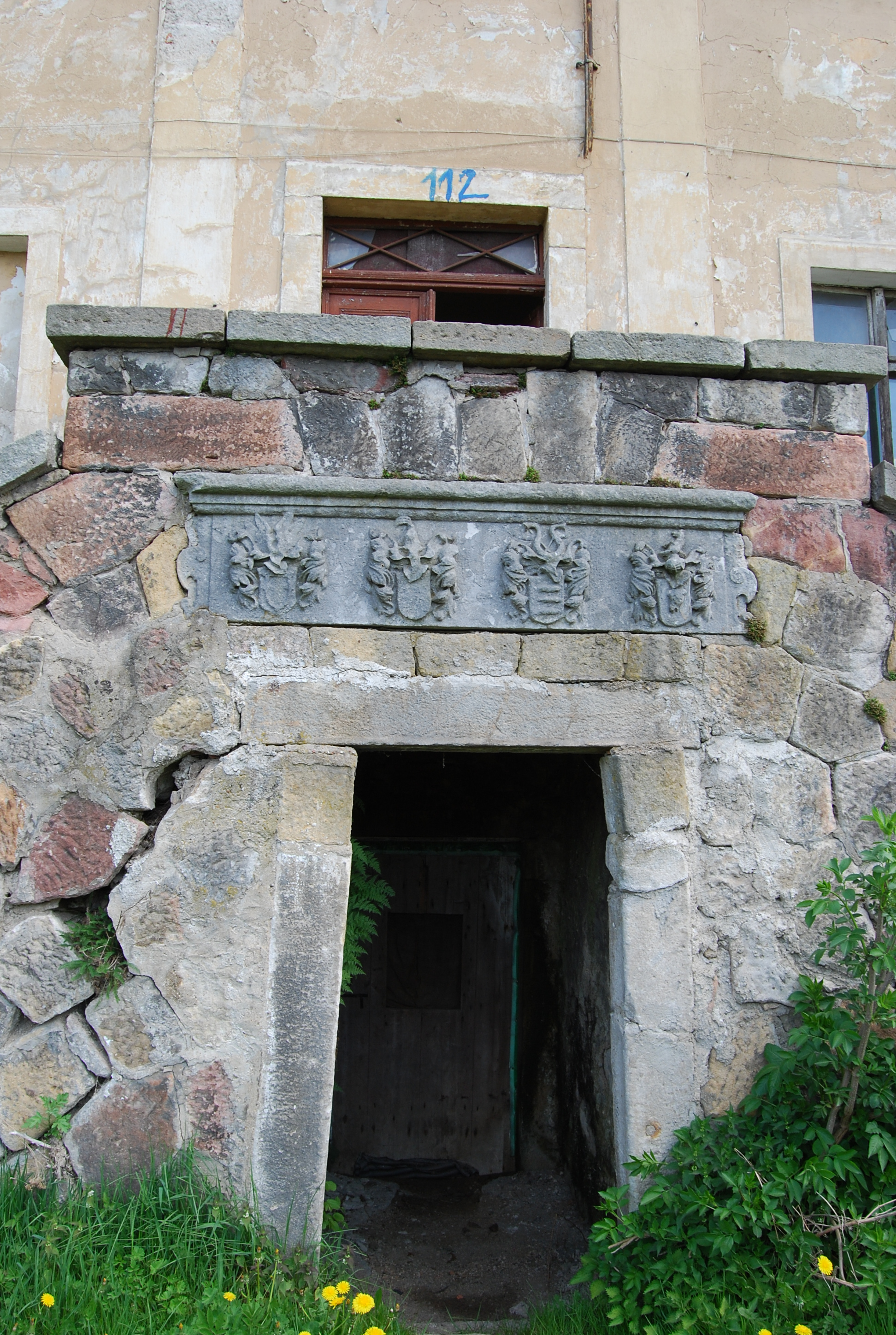
Płycina z herbami

## Pilchowice w kulturze
Zapora wodna w Pilchowicach oraz jej okolice zostały odwzorowane w grze polskiej produkcji pt. Zaginięcie Ethana Cartera. Teren ten, wraz z innymi elementami zaczerpniętymi z innych regionów Polski, stał się areną działań gry.
Na pobliskiej stacji kolejowej Pilchowice Nielestno zostały nakręcone początkowe sceny do filmu Jak rozpętałem drugą wojnę światową w reżyserii Tadeusza Chmielewskiego z 1970 roku.
W Pilchowicach toczy się akcja powieści kryminalnej Zapora autorstwa Huberta Hendera.